# Ниаю
Ни́аю (Лиственичная) — река в России, течёт по территории Ижемского района Республики Коми. Левый приток Ижмы.
Вытекает из болота Заижемское на высоте 98 м над уровнем моря. Впадает в Ижму на высоте 21 м над уровнем моря. Длина реки составляет 72 км.

## Данные водного реестра
По данным государственного водного реестра России относится к Двинско-Печорскому бассейновому округу, водохозяйственный участок реки — Печора от впадения реки Уса до водомерного поста Усть-Цильма, речной подбассейн реки — бассейны притоков Печоры ниже впадения Усы. Речной бассейн реки — Печора.
Код объекта в государственном водном реестре — 03050300112103000078053 — верховье; 03050300112103000078046 (совместный с ручьём Лиственничным) — низовье.